# Chuwabu
Le chuwabu (ou chichwabo, chuabo, chuwabo, chwabo, cicuabo, cuabo, cuwabo, echuabo, echuwabo, txuwabo) est une langue bantoue du groupe makua parlée au Mozambique.
Le nombre de locuteurs était estimé à 947 000 en 2006.

## Écriture
| a | aa | b  | c   | d | dh | dd | e  | ee | f | g | h  | i | ii | j | k | kh | l |
| m | n  | ny | ng’ | o | oo | p  | lr | r  | s | t | tt | u | uu | v | w | y  | z |